# اصحاب قریه
اصحاب قریه یا اصحاب یاسین (به فارسی: ساکنان روستا؛ به عربی: أصحاب القریة؛ به انگلیسی: People of Ya-Sin) قومی است که در سوره یس به آن اشاره شده است.

## در قرآن
وَاضْرِبْ لَهُمْ مَثَلًا أَصْحَابَ الْقَرْیَةِ إِذْ جَاءَهَا الْمُرْسَلُونَ ﴿۱۳﴾ إِذْ أَرْسَلْنَا إِلَیْهِمُ اثْنَیْنِ فَکَذَّبُوهُمَا فَعَزَّزْنَا بِثَالِثٍ فَقَالُوا إِنَّا إِلَیْکُمْ مُرْسَلُونَ ﴿۱۴﴾ قَالُوا مَا أَنْتُمْ إِلَّا بَشَرٌ مِثْلُنَا وَمَا أَنْزَلَ الرَّحْمٰنُ مِنْ شَیْءٍ إِنْ أَنْتُمْ إِلَّا تَکْذِبُونَ ﴿۱۵﴾ قَالُوا رَبُّنَا یَعْلَمُ إِنَّا إِلَیْکُمْ لَمُرْسَلُونَ ﴿۱۶﴾ وَمَا عَلَیْنَا إِلَّا الْبَلَاغُ الْمُبِینُ ﴿۱۷﴾ قَالُوا إِنَّا تَطَیَّرْنَا بِکُمْ ۖ لَئِنْ لَمْ تَنْتَهُوا لَنَرْجُمَنَّکُمْ وَلَیَمَسَّنَّکُمْ مِنَّا عَذَابٌ أَلِیمٌ ﴿۱۸﴾ قَالُوا طَائِرُکُمْ مَعَکُمْ ۚ أَئِنْ ذُکِّرْتُمْ ۚ بَلْ أَنْتُمْ قَوْمٌ مُسْرِفُونَ ﴿۱۹﴾ وَجَاءَ مِنْ أَقْصَی الْمَدِینَةِ رَجُلٌ یَسْعَیٰ قَالَ یَا قَوْمِ اتَّبِعُوا الْمُرْسَلِینَ ﴿۲۰﴾ اتَّبِعُوا مَنْ لَا یَسْأَلُکُمْ أَجْرًا وَهُمْ مُهْتَدُونَ ﴿۲۱﴾ وَمَا لِیَ لَا أَعْبُدُ الَّذِی فَطَرَنِی وَإِلَیْهِ تُرْجَعُونَ ﴿۲۲﴾ أَأَتَّخِذُ مِنْ دُونِهِ آلِهَةً إِنْ یُرِدْنِ الرَّحْمٰنُ بِضُرٍّ لَا تُغْنِ عَنِّی شَفَاعَتُهُمْ شَیْئًا وَلَا یُنْقِذُونِ ﴿۲۳﴾ إِنِّی إِذًا لَفِی ضَلَالٍ مُبِینٍ ﴿۲۴﴾ إِنِّی آمَنْتُ بِرَبِّکُمْ فَاسْمَعُونِ ﴿۲۵﴾ قِیلَ ادْخُلِ الْجَنَّةَ ۖ قَالَ یَا لَیْتَ قَوْمِی یَعْلَمُونَ ﴿۲۶﴾ بِمَا غَفَرَ لِی رَبِّی وَجَعَلَنِی مِنَ الْمُکْرَمِینَ ﴿۲۷﴾ وَمَا أَنْزَلْنَا عَلَیٰ قَوْمِهِ مِنْ بَعْدِهِ مِنْ جُنْدٍ مِنَ السَّمَاءِ وَمَا کُنَّا مُنْزِلِینَ ﴿۲۸﴾ إِنْ کَانَتْ إِلَّا صَیْحَةً وَاحِدَةً فَإِذَا هُمْ خَامِدُونَ ﴿۲۹﴾
و برای آنان [که با تو برخورد خصمانه دارند] اهل آن شهر را مثل بزن، هنگامی که پیامبران به آنجا آمدند، (۱۳) زمانی که دو پیامبر را به سوی آنان فرستادیم، پس آن دو را انکار کردند و با پیامبر سومی آنان را تقویت کردیم، پس [همگی] گفتند: ما را به سوی شما فرستاده‌اند. (۱۴) [اهل شهر] گفتند: شما جز بشرهایی مانند ما نیستید و [خدای] رحمان هیچ چیزی نازل نکرده است، شما فقط دروغ می‌گویید. (۱۵) گفتند: پروردگارمان می‌داند که یقیناً ما به سوی شما فرستاده شده‌ایم، (۱۶) و بر عهده ما جز رساندن آشکار [پیام وحی] نیست. (۱۷) گفتند: همانا ما شما را به شومی و فال بد گرفته‌ایم، اگر [از دعوت خود] بازنایستید، قطعاً شما را سنگسار می‌کنیم، و از سوی ما شکنجه دردناکی به شما خواهد رسید. (۱۸) گفتند: شومی شما از خود شماست [و این شومی نتیجه کفر و طغیان و گناه است، شگفتا!] آیا اگر به شما تذکر دهند [آن تذکر سعادت بخش را به شومی و فال بد می‌گیرید؟ نه، شومی از ما نیست] بلکه شما مردمی تجاوزکارید. (۱۹) و از دورترین نقطه شهر مردی شتابان آمد، گفت: ای قوم من! از این فرستادگان [خدا] پیروی کنید، (۲۰) از کسانی پیروی کنید که پاداشی از شما نمی‌خواهند و آنان راه یافته‌اند، (۲۱) و مرا چیست که [از روی یقین] کسی را نپرستم که مرا آفریده و به سوی او بازگردانده می‌شوید؟ (۲۲) آیا به جای او معبودانی را برگزینم که اگر [خدای] رحمان برای من آسیب و گزندی بخواهد نه شفاعتشان چیزی را از من دفع می‌کند و نه می‌توانند نجاتم دهند؟! (۲۳) اگر چنین کنم، بی تردید در گمراهی آشکار خواهم بود. (۲۴) [ای رسولان!] بی تردید به پروردگار شما ایمان آورده‌ام؛ بنابراین از من بشنوید. (۲۵) [سرانجام به دست آن مشرکان شهید شد، و به او] گفته شد: به بهشت درآی. گفت: ای کاش قوم من معرفت و آگاهی داشتند، (۲۶) به اینکه پروردگارم مرا آمرزید و از کرامت یافتگان قرارم داد. (۲۷) و بعد از شهادت او هیچ سپاهی از آسمان بر [هلاکت] قومش نازل نکردیم، و بر آن نبوده‌ایم که نازل کنیم. (۲۸) [کیفرشان] جز یک فریاد مرگبار نبود که ناگهان [پس از آن فریاد] همه بی حرکت و خاموش شدند! (۲۹)

## ماجرا و تفاسیر

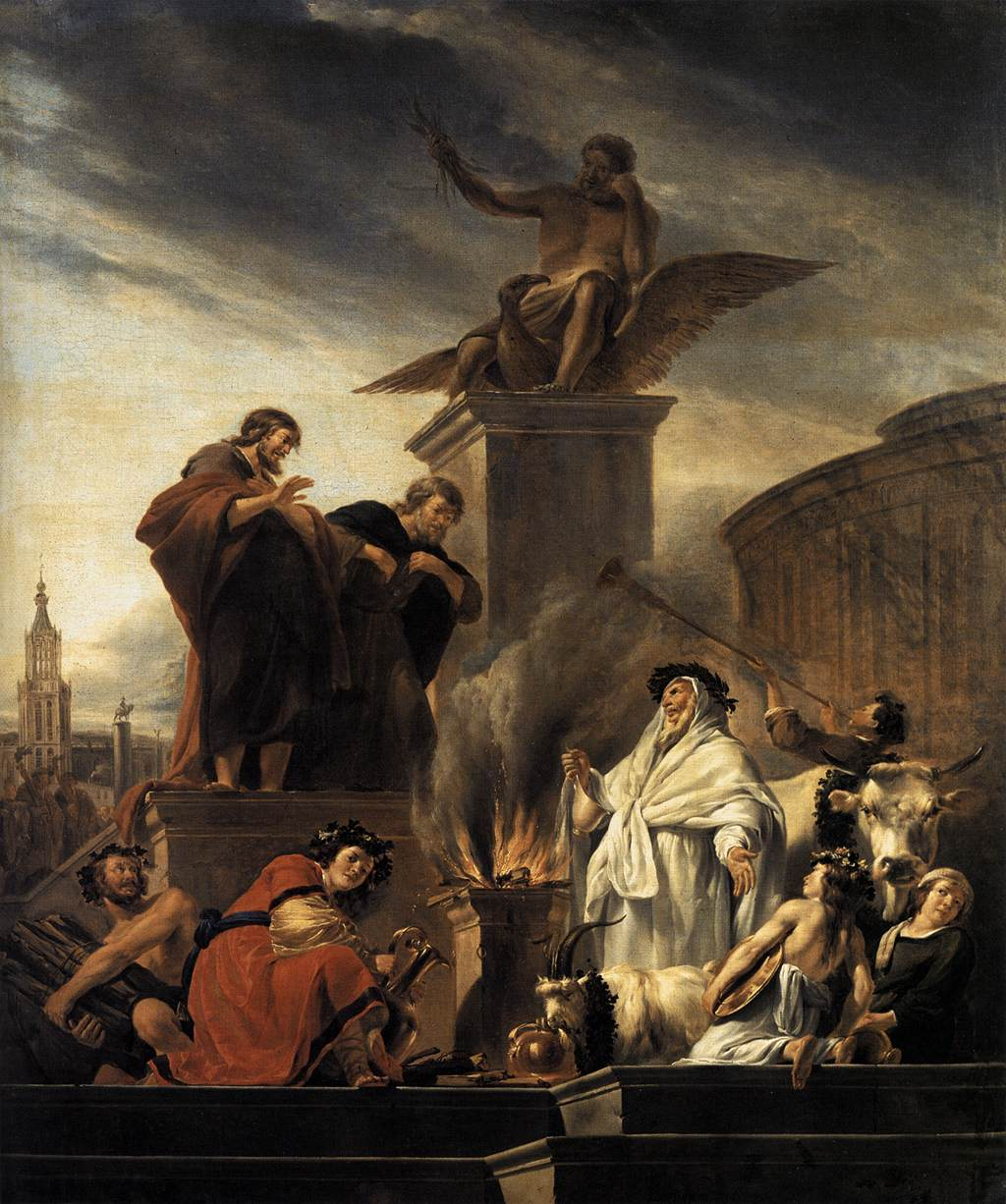
تصویر نیکلاس پیترزون برچم از پولس و برنابا در لستره، حادثه‌ای که اغلب با روایت قرآنی «اصحاب قریه» مقایسه شده است.

خداوند برای مردم شهر دو پیامبر می‌فرستد اما مردم آن دو را تکذیب و مسخره می‌کنند؛ برای همین خداوند پیامبر سومی را برای پشتیبانی آن دو می‌فرستد اما مردم باز هم آنها را انکار می‌کنند حتی کار به جایی می‌رسد که مردم آن سه پیامبر را تهدید به شکنجه و سنگسار کردنشان می‌کنند. مردی که نامش حبیب نجار نقل شده، از آن دوردست با شتاب خود را به میدان شهر رساند و قوم خود را دعوت به پیروی و ایمان به پیامبران کرد. گفته شده خانه‌ای دور از میدان شهر و در نزدیکی دروازه‌های شهر داشته و با شنیدن خبر تکذیب پیامبران از سوی قوم و تصمیم خطرناک آنان به کشتن ایشان، بی‌درنگ برای یاری رساندن به حق و عدالت و هدایت قوم، خود را به آنجا رسانید. به همین دلیل هم در بعضی منابع از او با عنوان مؤمن آل‌یاسین یاد شده است.
دعوت حبیب نجار هم اثری نداشت. مردم شهر او را به طرز فجیعی کشتند. بعد از مرگ، به حبیب نجار گفته شد: «به بهشت وارد شو». حبیب نجار هم می‌گوید: «ای کاش قوم من می‌دانستند که پروردگارم مرا آمرزید و مرا از گرامی‌داشته‌شدگان قرار داد».
نکته جالبی که در این بحث وجود دارد، سرگذشت حبیب نجار است. گفته شده شغل او قبل از اینکه ایمان بیاورد، نجاری بوده و بت‌تراشی می‌کرده است. اما همین شخص به دست پیامبران شفا یافت و در نهایت هم از گرامی‌داشته‌شدگان قرار گرفت. روایت شده حبیب نجار بعد از اینکه بدست این پیامبران از بیماری فلج و جذام خود شفا یافت، ایمان آورد.
بعد از مرگ حبیب نجار، خداوند بر مردم شهر صیحه‌ای مرگبار فروفرستاد که تمام مردم شهر را بی‌حرکت و خاموش کرد.
به علت شباهت این اتفاق به حادثه پولس و برنابا در لستره، اغلب این دو ماجرا را با هم مقایسه می‌کنند.